# Mannesalter
Als Mannesalter wird das Lebensalter eines Mannes von der Adoleszenz bis zum Beginn des Alters bezeichnet. Der Begriff findet heute fast nur in der dichterischen Sprache Verwendung, war aber früher auch in Biologie, Medizin, Philosophie und Völkerkunde in Gebrauch.
Im allgemeinen Sprachgebrauch umfasst das Mannesalter einige Jahrzehnte, von denen mehrere Phasen unterschieden werden:
- erstes oder frühes Mannesalter, etwa zwischen Ende der Pubertät und der Volljährigkeit;
- volles Mannesalter, meist mit Familiengründung oder beruflicher Leistungsfähigkeit assoziiert;
- reifes Mannesalter, häufig auch als bestes bezeichnet, erste hormonelle Umstellungen, manchmal „zweiter Frühling“;
- höheres Mannesalter, heute auch als „Jungsenioren“ bezeichnet, bisweilen eine beschönigende Bezeichnung für das beginnende Altern.

## Mannesalter in Wissenschaft und Kunst
Der Philosoph Hegel vergleicht die Geschichte der Völker mit drei Lebensphasen des Menschen. Nach der Periode des „Hervorbringens“ folgt die Phase des Mannesalters mit starker Wirksamkeit nach außen. Wenn ein Volk oder Kulturkreis „seine Tätigkeit nicht mehr braucht“, erfolgt der Übergang vom Mannes- zum Greisenalter.
Mehrere Filme und Werke der Dichtkunst führen „Mannesalter“ im Titel, heute oft auch ironisch, etwa die Frau im besten Mannesalter des Regisseurs Axel von Ambesser.